# 劉德溫
刘德温（1265年—1333年），字纯甫，元朝大兴（今北京市）人。
刘德温起家初任中书省宣使。元成宗大德十一年（1307年），担任从仕郎、内宰司照磨，监建兴圣宫。历任内宰司丞、同知大都路都总管府事。京师供应浩繁，刘德温措置得当，百姓得以不扰。历任礼部侍郎、同知上都留守事、大司农丞。后任永平路总管。为政一年，有政绩。使户口增加，仓廪实，兴学校，严刑法，对于武断乡里的豪民，按得其罪。至順四年（1333年）去世，年六十九岁。贈正議大夫、禮部尚書、上輕車都尉、彭城郡侯，諡清惠。